# GLAAD Media Awards 2004
La 15ª edizione dei GLAAD Media Awards si è tenuta nel 2004. Le cerimonie di premiazione hanno avuto luogo al Kodak Theatre di Los Angeles il 27 marzo, al Marriot Marquis di New York il 12 aprile e al Westin St. Francis di San Francisco il 5 giugno.

## Los Angeles
Vanguard Award
- Antonio Banderas

Stephen F. Kolzak Award
- John Waters

Miglior film della grande distribuzione
- Sognando Beckham
- Sotto il sole della Toscana

Miglior serie Daytime drammatica
- La valle dei pini

Miglior serie drammatica
- Playmakers
- Degrassi: The Next Generation
- Nip/Tuck
- Queer as Folk
- Six Feet Under

Miglior episodio serie TV
- "Nuova alleanza", Boston Public
- "Il tempo dell'odio", Cold Case
- "And Baby Makes Four", Girlfriends
- "Sleeping Lions", The Brotherhood of Poland, N.H.
- "Sorpresa", Law & Order - Unità vittime speciali

Miglior film per la televisione
- Angels in America
- Cambridge Spies
- Normal
- Soldier's Girl
- Tipping the Velvet

Miglior episodio talk show
- "The Husband Who Became a Woman", The Oprah Winfrey Show
- "Alyn Libman", The Sharon Osbourne Show

Miglior cantante
- Rufus Wainwright, Want One
- Bitch and Animal, Sour Juice and Rhyme
- Junior Senior, D-D-Don't Stop the Beat
- Meshell Ndegeocello, Comfort Woman
- Peaches, Fatherfucker

## New York
Excellence in Media Award
- Julianne Moore

Vito Russo Award
- Cherry Jones

Barbara Gittings Award
- In the Life

Miglior serie commedia
- Sex and the City
- It's All Relative
- Oliver Beene
- Reno 911!
- Will & Grace

Miglior reality show
- Queer Eye
- The Amazing Race
- America's Next Top Model
- Boy meets boy
- Real World/Road Rules Challenge: The Gauntlet

## San Francisco
Golden Gate Award
- Megan Mullally

Davidson/Valentini Award
- Clive Barker

Riconoscimento Speciale
- Sindaco Gavin Newsom

Miglior film della piccola distribuzione
- Yossi & Jagger
- Benzina
- Piccole bugie travestite
- Madame Satã
- Mambo italiano

Miglior documentario
- Brother Outsider: The Life of Bayard Rustin
- Daddy & Papa
- Hope Along the Wind: The Life of Harry Hay
- School's Out: The Life of a Gay High School in Texas